# Molophilus (Molophilus) binarius
Molophilus (Molophilus) binarius is een tweevleugelige uit de familie steltmuggen (Limoniidae). De soort komt voor in het Neotropisch gebied.